# Joe Devera
Joe Devera, född 6 februari 1987 i Southgate i London i England, är en engelsk fotbollsspelare som sedan 2013 spelar i Portsmouth.
Joe Devera kom till Barnet via Protec som är en slags fotbollsskola som tar hand om unga spelare utan klubb. Han spelade tidigare i det lokala laget Welwyn Garden City innan han fick chansen i the Bees. De första matcherna spelade han för reservlaget samt i Herts Senior Cup.
Genombrottet kom säsongen 2006/07 då han gjorde 23 matcher från start och 3 inhopp. Han startade nästkommande säsong som högerback men på grund av skador fick han ta klivet in i mitten. 
Totalt blev det 41 matcher under 2007/08.
2006/07 vann Devera pris som Young Player of the Year i Barnet FC och 2007/08 blev han Player of the Year samt Most Improved Player.